# Matthias Scharlach

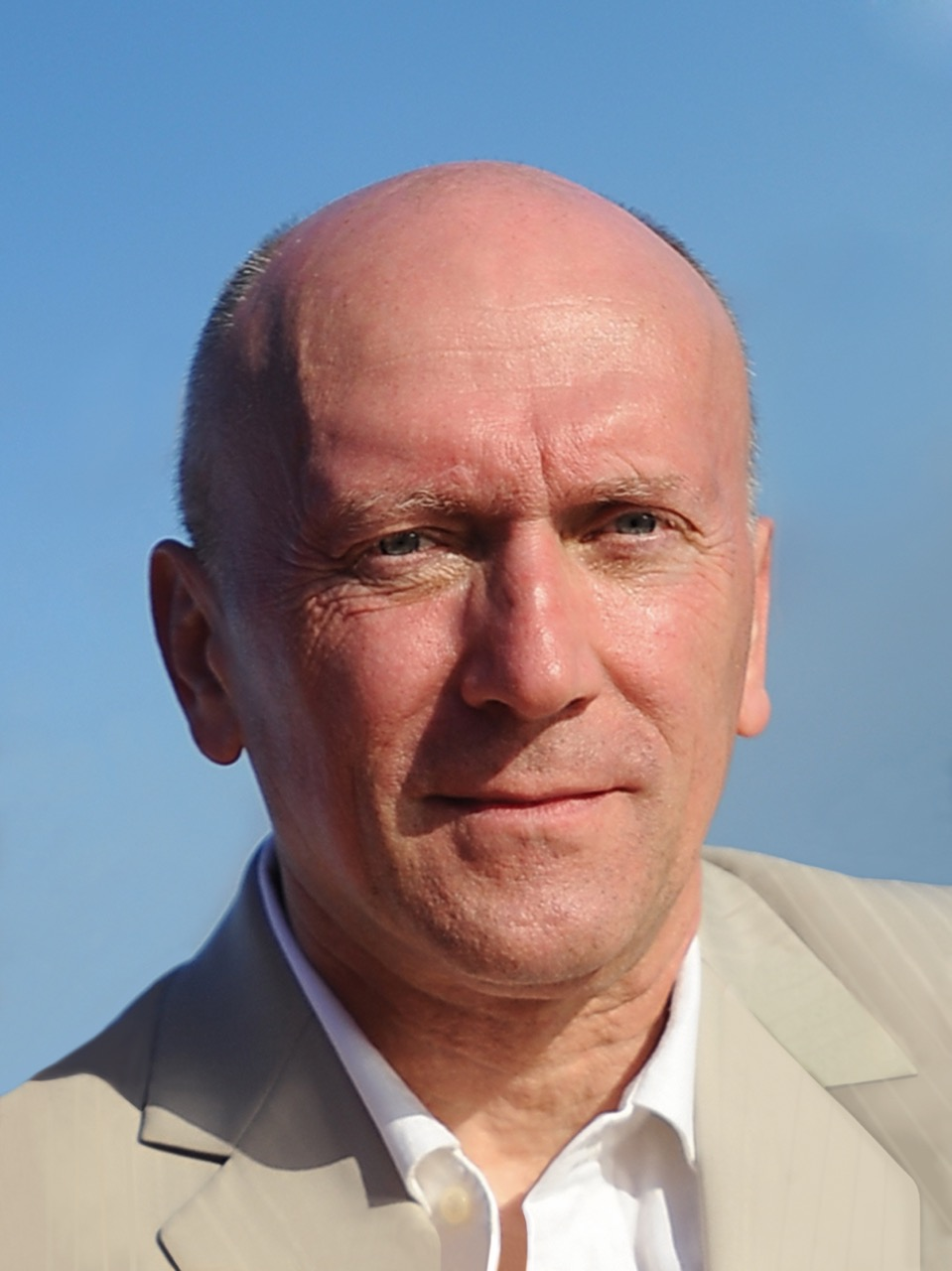
Matthias Scharlach (2010)

Matthias Scharlach (* 22. Oktober 1950 in Mühlhausen/Thüringen) ist ein deutscher Erziehungswissenschaftler, Unternehmer und Autor. Er publiziert unter den Pseudonymen Scott Mc Neal Ratgeber- und als Matthias Pröschel Kinderliteratur. Matthias Scharlach war als Ordentlicher Professor für Erziehungstheorien von 1989 bis 1992 Direktor des Instituts für Erziehungstheorien an der Pädagogischen Hochschule Erfurt.

## Leben und Wirken

### Ausbildung
Matthias Scharlach erlernte zunächst den Beruf eines Landmaschinen-Traktoren-Schlossers. Nach dem Abitur und Wehrdienst absolvierte er von 1971 bis 1975 ein Diplom-Lehrerstudium in der Fachrichtung Mathematik/Physik an der Pädagogischen Hochschule „Dr. Theodor Neubauer“ Erfurt/Mühlhausen. Von 1975 bis 1977 war er dort Forschungsstudent und von 1977 bis 1981 Wissenschaftlicher Assistent. In dieser Zeit arbeitete er an seiner Dissertation.

### Forschung und Lehre
Im Jahr 1981 erfolgte die Promotion zum Dr. paed. auf dem Gebiet der Lehrerbildungsforschung zu experimentellen Untersuchungen der Herausbildung von berufsrelevantem Können mit dem Prädikat summa cum laude. Die Arbeit trug den Titel Experimentelle pädagogische Untersuchung zielgerichtet konzipierter Lehrveranstaltungen für die Herausbildung von Wissen und Können zur Entwicklung und Führung sozialistischer Kinder- und Jugendkollektive bei Lehrerstudenten im 1. Studienjahr.
Scharlach gab parallel Seminare im Bereich der Empirischen Pädagogik und hielt Vorlesungen zur Methodik der sozialwissenschaftlichen Forschung. Ab 1981 war er als Wissenschaftlicher Oberassistent im Bereich Forschungsschulen tätig. 1982 belegte er ein Zusatzstudium am Herzen-Institut in Leningrad (heute Sankt Petersburg) und widmete sich methodisch-statistischen Fragen der biometrischen Forschung. Seine im April 1983 verteidigte Habilitationsschrift (Promotion B) auf dem Gebiet der Forschungsmethodik behandelte unter dem Titel Zur Methodologie und Methodik des Einsatzes anspruchsvollerer Methoden und Techniken in der sozialistischen Persönlichkeitsforschung mit einem Anwendungsbeispiel auf ein natürliches pädagogisches Experiment Fragen der Methodologie und Methodik der experimentellen strukturanalytischen Persönlichkeitsforschung.
Im April 1984 erwarb er die Facultas Docendi und im Februar 1986 wurde er zum Hochschuldozenten für Erziehungstheorie berufen. Er lehrte von 1985 bis 1989 als ordentlicher Hochschuldozent in der Sektion Pädagogik/Psychologie an der Pädagogischen Hochschule Erfurt zu Themen aus dem Feld der Erziehungstheorie sowie zur Methodologie und Methodik in der sozialwissenschaftlichen Forschung. Von 1987 bis 1991 leitete er die Forschungsgruppe „Begabungsforschung“ der Sektion Pädagogik/Psychologie und war von 1987 bis 1990 deren Stellvertretender Direktor. In den Jahren 1988 und 1989 leitete er die Arbeitsgruppe zur qualitativen und organisatorischen Veränderung der erziehungswissenschaftlichen Ausbildung, ab Oktober 1990 die Arbeitsgruppe „Empirische Pädagogik“.
Scharlach wurde im September 1989 zum Ordentlichen Professor für Erziehungstheorien berufen und leitete bis 1991 als Direktor das nach der friedlichen Revolution neu gegründete Institut für Erziehungstheorien an der Pädagogischen Hochschule Erfurt (heute Universität Erfurt). Wie die Thüringer Tagespost berichtete, wurden am Erziehungswissenschaftlichen Institut unter der Leitung Scharlachs bereits im Herbstsemester 1990 neue achtsemestrige Diplom-Studiengänge Sozialpädagogik und Beratungslehrer (Schulpsychologie) nach bundesdeutschem Standard angeboten, deren inhaltliche und organisatorische Ausgestaltung seit Anfang 1990 gemeinsam mit Hochschullehrern aus den Altbundesländern kooperativ vorbereitet wurde. Im Jahr 1990 war er darüber hinaus Mitglied des Konzils der Pädagogischen Hochschule sowie des Fachbereichsrates Erziehungswissenschaften. Bis zum Frühjahr 1990 war Scharlach Mitglied des Ständigen Methodologie-Seminars und der Arbeitsgruppe Begabungsforschung bei der Akademie der Pädagogischen Wissenschaften. Darüber hinaus hielt er Gastvorlesungen an der Schlesischen Universität in Kattowitz und den Pädagogischen Hochschulen in Olsztyn, Banská Bystrica und Rjasan.

### Abwicklung der Pädagogischen Hochschule Erfurt
Im Jahr 1991 schied Scharlach auf eigenen Wunsch im Zuge des Hochschulumbaus Ost aus seiner Position an der Pädagogischen Hochschule aus, da – neben weiteren – der Fachbereich Pädagogik abgewickelt wurde. Jürgen John führt dazu in der Zeitschrift Die Hochschule: Journal für Wissenschaft und Bildung aus: „In den Sozial- und Geisteswissenschaften fielen Personalabbau und Elitenaustausch weit drastischer aus als bei den Medizin-, Natur- und Technikwissenschaften.“ Während die Pädagogische Hochschule Potsdam die Basis der späteren Universität gestellt habe, sei dies in Erfurt „ganz anders“ vonstattengegangen. „Dort wurde die Universität mit einem ziemlich elitären Anspruch („Oxford an der Gera“) jenseits vorhandener Strukturen gegründet und die Medizinische Akademie – gegen das Votum des Wissenschaftsrates – nicht übernommen. Das Schicksal der Pädagogischen Hochschule war lange Zeit ungewiss. Die Universitätsgründer wollten weder ihr Personal noch ihre in der DDR errichteten Gebäude haben.“
Das Thüringer Ministerium für Wissenschaft und Kunst gestattete Matthias Scharlach, nach seinem Ausscheiden aus dem Hochschuldienst den Titel Professor a. D. bzw. Dr. paed. habil zu führen.

### Geschäftsführung und Unternehmensgründung
1992 übernahm er die Geschäftsführung der Robotron Bildungs- und Beratungszentren in Thüringen, bis er im Dezember 2004 zum Geschäftsführer der Innovatio GmbH Institut für Persönlichkeits- und Projektmanagement bestellt wurde. 2011 schied er aus der Geschäftsführung aus. 2009 gründete er die Extro GbR, Institut für Personalauswahl, -qualifizierung und -vermittlung.

### Privatleben und Tätigkeit als Autor
Matthias Scharlach ist verheiratet und hat zwei Söhne.
Er veröffentlichte drei Aphorismenbücher und 2019 unter dem Pseudonym Matthias Pröschel ein Kinderbuch. Im Dezember 2008 erschien sein Ratgeber Ein Gefühl für Erziehung unter dem Pseudonym Scott Mc Neal im Novum Verlag.

## Ehrenamtliche Tätigkeit
- seit 2017 Mitglied des Lions Club Erfurt-Thuringia[15]

## Publikationen (Auswahl)

### Monographien
- Methodologische und methodische Probleme der experimentellen Persönlichkeitsforschung: Fortschrittsbericht. Akademie der Pädagogischen Wissenschaften der DDR, Zentralstelle für pädagogische Information und Dokumentation. Berlin, 1985.
- Begabtenforschung. Reihe: Erfurter Forschungsbeiträge zur Pädagogik, Bd. 1. Fachbereich für Erziehungswissenschaft der Pädagogischen Hochschule Erfurt-Mühlhausen, Erfurt 1990.
- Verständnis für Erziehung. Verlag Dr. Bernhard Schuch, Weiden 1991, ISBN 978-3-926931-05-4.

### Prosa und Ratgeber
- Aphorismen für Manager. Reihe „Business-Training“ Bd. 1154, mvg Verlag, München, Landsberg am Lech 1994, ISBN 978-3-478-81154-5.
- Lust kommt vor Vernunft. Aphorismen und Leitsätze für Beweger. 4. Aufl. Epubli, Berlin 2015, ISBN 978-3-7375-5555-5.
  - Enjoy your Business. Aphorisms for passionate can-doers. 2. Aufl. Epubli Berlin 2015, ISBN 978-3-7375-6451-9.
- Als Scott Mc Neal: Ein Gefühl für Erziehung. Verlag Novum Pro, Berlin, München 2008, ISBN 978-3-85022-513-7.
- Als Matthias Pröschel: Geschichten vom Kleinen Teufel: Als Gute-Nacht-Küsschen und für Zwischendurch. Verlagshaus Schlosser, Kirchheim 2019, ISBN 978-3-96200-208-4.